# ヨハン・ヨアヒム・ヴィンケルマン

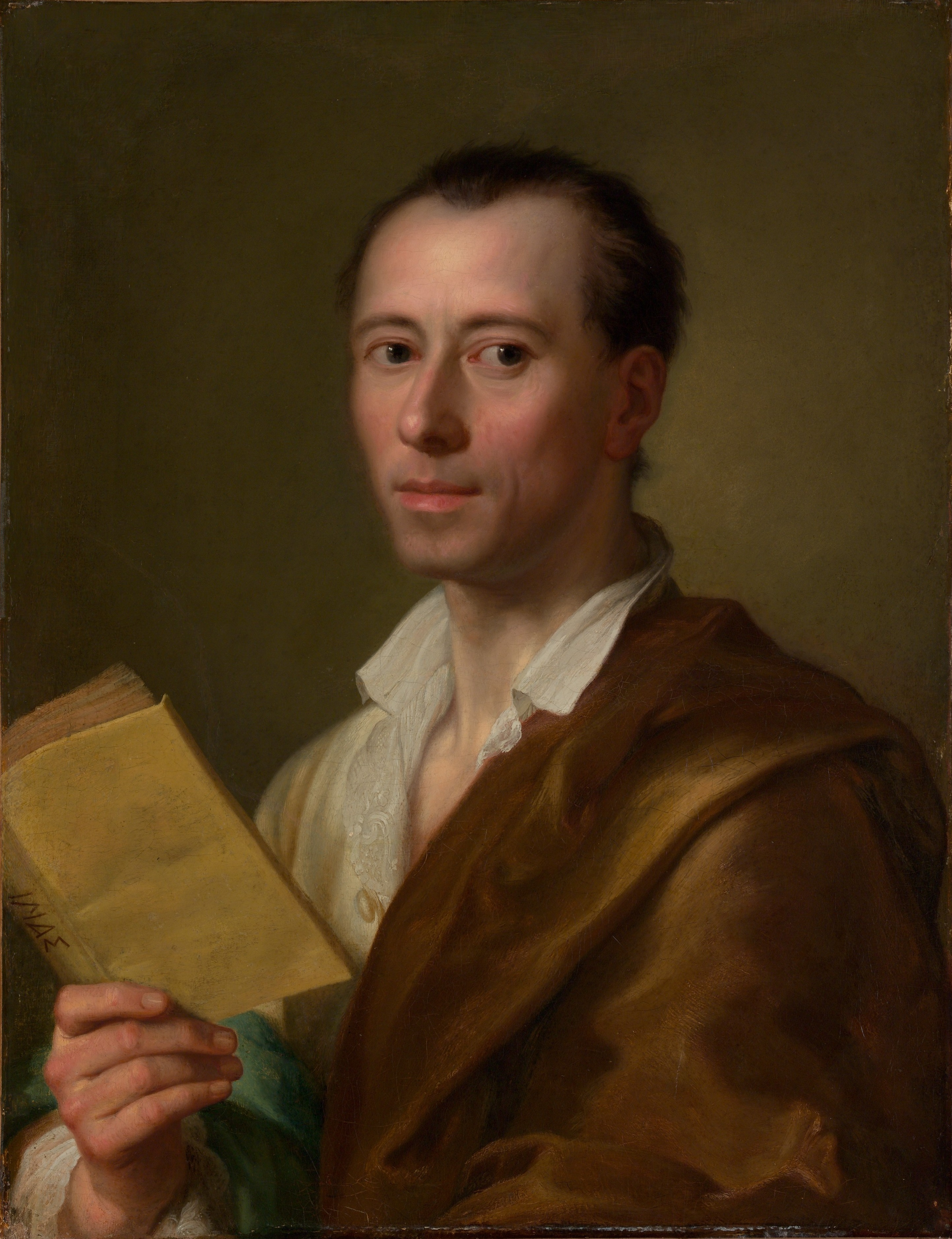
ラファエル・メングスによる肖像画

ヨハン・ヨアヒム・ヴィンケルマン（Johann Joachim Winckelmann, 1717年12月9日 - 1768年6月8日）は、18世紀ドイツの美術史家である。

## 生涯
ブランデンブルクの貧しい商人の家に生まれる。苦学してハレ大学に入学し、神学を学ぶ。1743年、ゼーハウゼンで教員となる。若い頃からホメロスなどギリシャの古典文学に憧れ、独学でギリシャに関する研究を続けた。
ドレスデンで古代美術のコレクションにふれ、古代の精神に開眼する。1754年、研究のためプロテスタントからカトリックに改宗する。1755年、ローマに移住。1764年『古代美術史』を刊行。1768年、ウィーンへ行くが、ローマに戻る途中のトリエステでイタリア人に殺害される（ウィーンで授与された金メダルを狙われたためと言われる）。

## 功績
『ギリシア芸術模倣論』（1755年）や『古代美術史』（1764年）を著して古代の芸術を賛美し、大きな反響を呼んだ。ヴィンケルマンは、芸術は自然を理想化すべきもの（美のイデアを表すもの）であり、それは古代ギリシアにおいて達成されている、従って我々が目指すべきは古代ギリシアの模倣である、と説いた。ヴィンケルマンの著作は新古典主義の理論的支柱となり、ゲーテ、レッシングにも影響を与えた。
ヴィンケルマンが古代ギリシアの彫刻と考えていた作品の多くは、実際にはローマ時代の模刻であった。実際の古代ギリシャの大理石彫刻は彩色があったが、ヴィンケルマンは「古代ギリシャは純白の文化」と論じたため、その後、エルギン・マーブルなどのギリシャ彫刻が博物館で表面を削られる事件が何件か起きた。

## 影響
ヴィンケルマンが唱えた古代ギリシア・ローマの絵画や彫刻で描かれた人間を理想とみなす古典主義美学は、同時代のペトルス・カンパーらの初期文化人類学の根拠となり、初期文化人類学は人種の「体型と容貌の美醜」を強く意識したものとなった。カンパーらの初期人類学理論と言説は、同時代のスイスの文筆家ヨハン・カスパー・ラヴァーターの観相学、ウィーンの神経解剖学者で生理学者のフランツ・ヨーゼフ・ガルの骨相学、19世紀後半の犯罪人類学イタリア学派創設者チェーザレ・ロンブローゾの生来性犯罪者説、フランスの犯罪学者アルフォンス・ベルティヨンの人体測定法、ナチスドイツの反ユダヤ主義人種論といった優生学や人種論の言説に、理論的に影響を与えた。

## 主な日本語訳
- 「ギリシア芸術模倣論」（澤柳大五郎訳、座右宝刊行会、新版1976年）
- 「古代美術史」（中山典夫訳、中央公論美術出版、2001年）
- 「ギリシア芸術模倣論」（田邊玲子訳、岩波文庫、2022年）